# Albini-Braendlin
Pour les articles homonymes, voir Albini.
 (mai 2008).
Si vous disposez d'ouvrages ou d'articles de référence ou si vous connaissez des sites web de qualité traitant du thème abordé ici, merci de compléter l'article en donnant les références utiles à sa vérifiabilité et en les liant à la section « Notes et références ».

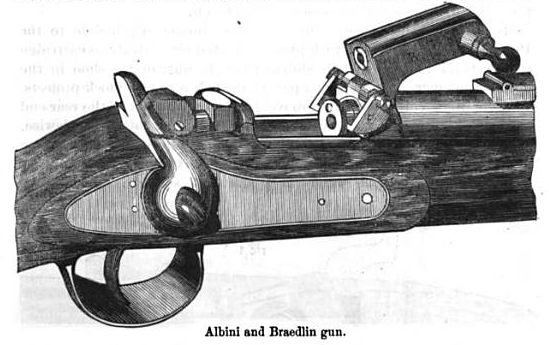
Mécanisme.

Le fusil Albini-Braendlin est une arme de calibre 11 mm à un coup et à culasse levante. Il fut conçu par Augusto Albini, amiral dans la Marine italienne, perfectionné en 1865 par l'Anglais Francis Braendlin et la production industrielle en fut assurée par la firme anglaise Braendlin Armoury. 
Les fusils belges furent produits par la Fabrique d'Armes de l’État à Liège de 1867 (Mle 1853/1867) à 1901 (Mle 1867/1901).
En 1867 la cartouche utilisée en Belgique comportait un culot en laiton avec un bourrelet mince, et un corps en clinquant roulé recouvert de papier beige. L'étui ainsi obtenu mesurait entre 50 et 53 mm. La balle cylindro-ogivale était en plomb mou et pesait 25 g. En 1881 la cartouche fut modernisée avec un étui entièrement en laiton, en gardant toujours la forme arrondie de la balle plomb.